# 克兰彭堡站
克兰彭堡站（丹麦语：Klampenborg Station）是丹麦首都大区根措夫特市鎮克兰彭堡的一座火车站，同时有国铁及哥本哈根市郊铁路列车停靠。许多在暑假前往巴根游乐园、耶厄斯堡鹿园、貝勒武厄海灘的游客使用本站。本站是连接哥本哈根至赫尔辛格的西兰岛海岸铁路的中途站，同时是哥本哈根市郊铁路C线终点站。有丹麦国家铁路运营，行走在赫尔辛格和马尔默间的班次频密的“厄勒海峡列车”也在本站停靠。 包括本站在内的19世纪90年代修建（或改建）的西兰岛海岸铁路上的车站，很多由海因里克·文克主持设计，并采用了带有浪漫民族主义元素的欧洲传统风格。本站的铁质候车雨棚采用精美的欧式设计。

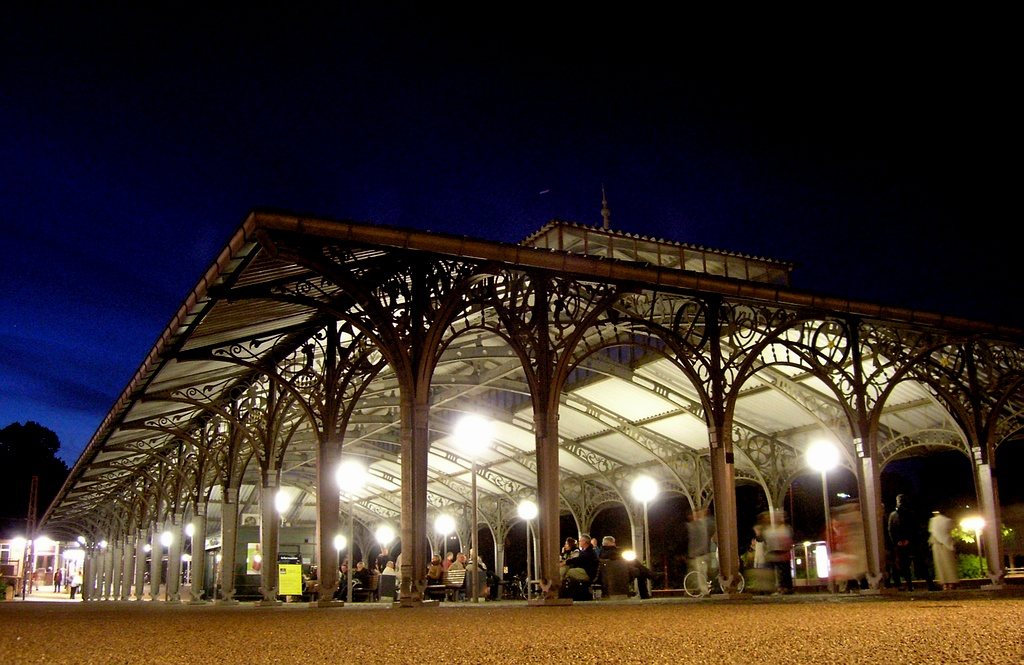
克兰彭堡站候车区雨棚

| 上一站                      | 哥本哈根市郊铁路                 | 下一站                          |
| --------------------------- | -------------------------------- | ------------------------------- |
| 奥德鲁普站 开往：腓特烈松站 |                                  | 终点站                          |
| 上一站                      | 丹麦国家铁路                     | 下一站                          |
| 斯科斯堡站 开往：赫尔辛格站 | 西兰岛海岸铁路 赫尔辛格⟷马尔默   | 海勒鲁普站 开往：马尔默中央车站 |
| 斯科斯堡站 开往：尼沃站     | 西兰岛海岸铁路 尼沃⟷哥本哈根机场 | 海勒鲁普站 开往：哥本哈根机场站 |

## 历史

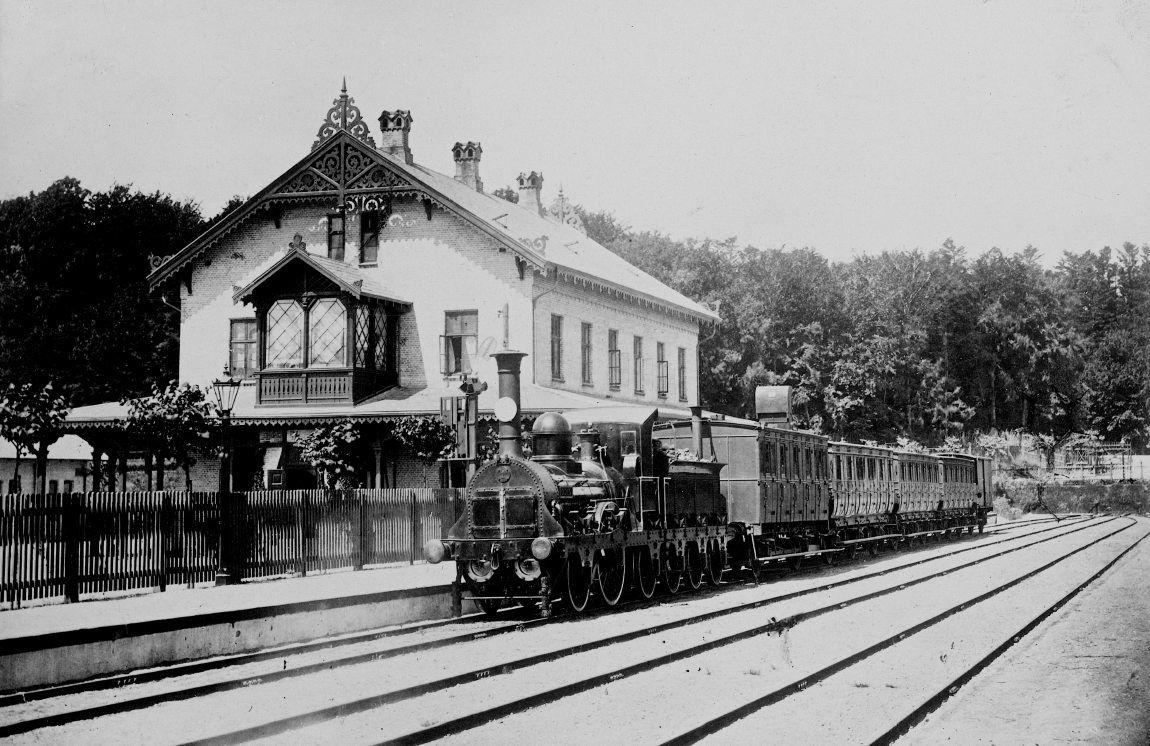
1868年时的克兰彭堡站

本站于1863年7月22日启用，启用时属于西兰岛铁路公司。1864年转为丹麦国家铁路所有。现在的站房建于1897年，总设计师是海因里克·文克，现在的西兰岛海岸铁路的很多车站均在这一时期建造（或改建）。1934年4月3日，哥本哈根市郊铁路首通，本站也是哥本哈根市郊铁路首通车站之一。首通线路大致走向为：腓特烈斯贝站⟷万勒瑟站⟷海勒鲁普站⟷克兰彭堡站。现已列入历史建筑名录。

## 相邻车站
| 上一站                          | 丹麦国家铁路   | 下一站                    |
| ------------------------------- | -------------- | ------------------------- |
| 海勒鲁普站 往：哥本哈根火车总站 | 西兰岛海岸铁路 | 斯科斯堡站 往：赫尔辛格站 |
| 奥德鲁普站 往：哥本哈根火车总站 | 克兰彭堡铁路   | 本线终点                  |

## 外部連結
- 丹麦国家铁路官网主页（页面存档备份，存于）（丹麦语）
- 丹麦国家铁路官网对本站的介绍（页面存档备份，存于）（丹麦语）
- 哥本哈根市郊铁路官网（页面存档备份，存于）（丹麦语）
- 丹麦国家铁路局官网（页面存档备份，存于）（丹麦语）
- 丹麦交通部官网（页面存档备份，存于）（丹麦语）（英语）
- Copenhagen Traffic Information（页面存档备份，存于）
- Danish national archives in danish